# Ghostface
Ghostface (alternativamente estilizado como Ghost Face o GhostFace) es una identidad ficticia que es adoptada por los antagonistas principales de la franquicia Scream. La figura fue creada originalmente por Kevin Williamson, y es principalmente mudo en persona, pero su voz es expresada por teléfono por Roger L. Jackson, independientemente de quién esté detrás de la máscara (ya que todos los asesinos usan un cambiador de voz utilizando esa voz exacta, comenzando en persona con Scream). El disfraz ha sido adoptado por varios personajes en las películas y en la tercera temporada de la serie de televisión.
Ghostface debutó en Scream (1996) como un disfraz utilizado por los adolescentes Billy Loomis (Skeet Ulrich) y Stu Macher (Matthew Lillard), durante su ola de asesinatos en la ciudad ficticia de Woodsboro. La máscara fue un popular disfraz de Halloween creado y diseñado por la compañía de disfraces Fun World antes de ser elegida por Marianne Maddalena y Craven para la película. La identidad se utiliza principalmente como un disfraz para que los antagonistas de cada película oculten sus identidades mientras llevan a cabo asesinatos en serie, y como tal ha sido interpretada por varios actores.
En el universo de Scream, el disfraz no es único y se puede obtener fácilmente, lo que permite que otros usen un atuendo similar. Ghostface a menudo llama a sus objetivos para burlarse de ellos o amenazarlos mientras usa un cambiador de voz que oculta su verdadera identidad. En Scream 3, esto se lleva más allá cuando Ghostface usa un dispositivo que le permite sonar como varios otros personajes, para manipular a los objetivos. La identidad cambiante de la persona debajo de la máscara significa que Ghostface no tiene una motivación definida, que va desde la venganza y la búsqueda de fama hasta la presión de grupo. En las tres primeras películas, cada asesino comparte el objetivo común de matar a Sidney Prescott (Neve Campbell) debido a una cadena de eventos que comenzó cuando el medio hermano de Sidney, Roman Bridger (Scott Foley), le dijo a Billy que su padre había tenido un romance con la madre de Sidney, Maureen Prescott (Lynn McRee). En la cuarta película, el primo de Sidney está celoso de la notoriedad de Sidney y planea matarla para que ella también pueda volverse famosa. En la quinta y sexta película, la atención se centra en la hija de Billy, Samantha "Sam" Carpenter (Melissa Barrera) y su media hermana, Tara (Jenna Ortega), quienes son atacadas debido a su conexión con Billy. En estas últimas entregas, los nuevos asesinos de Ghostface tienen motivos que a veces pueden estar conectados con la serie de películas del universo Puñalada, adaptaciones sueltas de los libros que lo cuentan todo sobre asesinatos anteriores de Ghostface por parte de Gale Weathers (Courteney Cox), con Sam también asumiendo el manto de Ghostface ella misma en la sexta película para matar al cerebro Ghostface; Otros nuevos asesinos serían a menudo miembros de la familia de Ghostfaces anteriores, que buscarían venganza por la muerte de sus propios seres queridos.
El personaje de Ghostface sigue siendo el mismo en toda la serie "Scream", con una capucha y una capa negras con una base irregular y una máscara de goma blanca que se asemeja a un fantasma con una expresión angustiada. Aunque cada iteración de Ghostface es humana, a menudo exhiben una durabilidad extrema contra el daño físico, altos niveles de fuerza física y una habilidad de sigilo casi sobrenatural, capaz de aparecer y desaparecer en situaciones aparentemente imposibles. El personaje se ha convertido en un ícono de la cultura popular desde sus inicios, al que se hace referencia en el cine y la televisión, además de generar una serie de figuras de acción y productos, así como parodias y parodias titulares.
En la serie de televisión de 2015-2016 Scream, Ghostface ahora es conocido como The Lakewood Slasher, que apareció en la serie durante las dos primeras temporadas, y The Shallow Grove Slasher, que apareció solo en los episodios especiales de Halloween de la segunda temporada; ambos tienen la voz de Mike Vaughn, con una máscara diferente debido a problemas de derechos de autor. El personaje original de Ghostface regresó en Scream: Resurrección, una vez más con la voz de Roger L. Jackson, reemplazando a Vaughn. En las películas, Ghostface ha aparecido en todas las entregas hasta la fecha, regresando más recientemente en Scream VI, con Jackson retomando su papel, ahora acreditado como "The Voice".

## Apariciones

### Películas

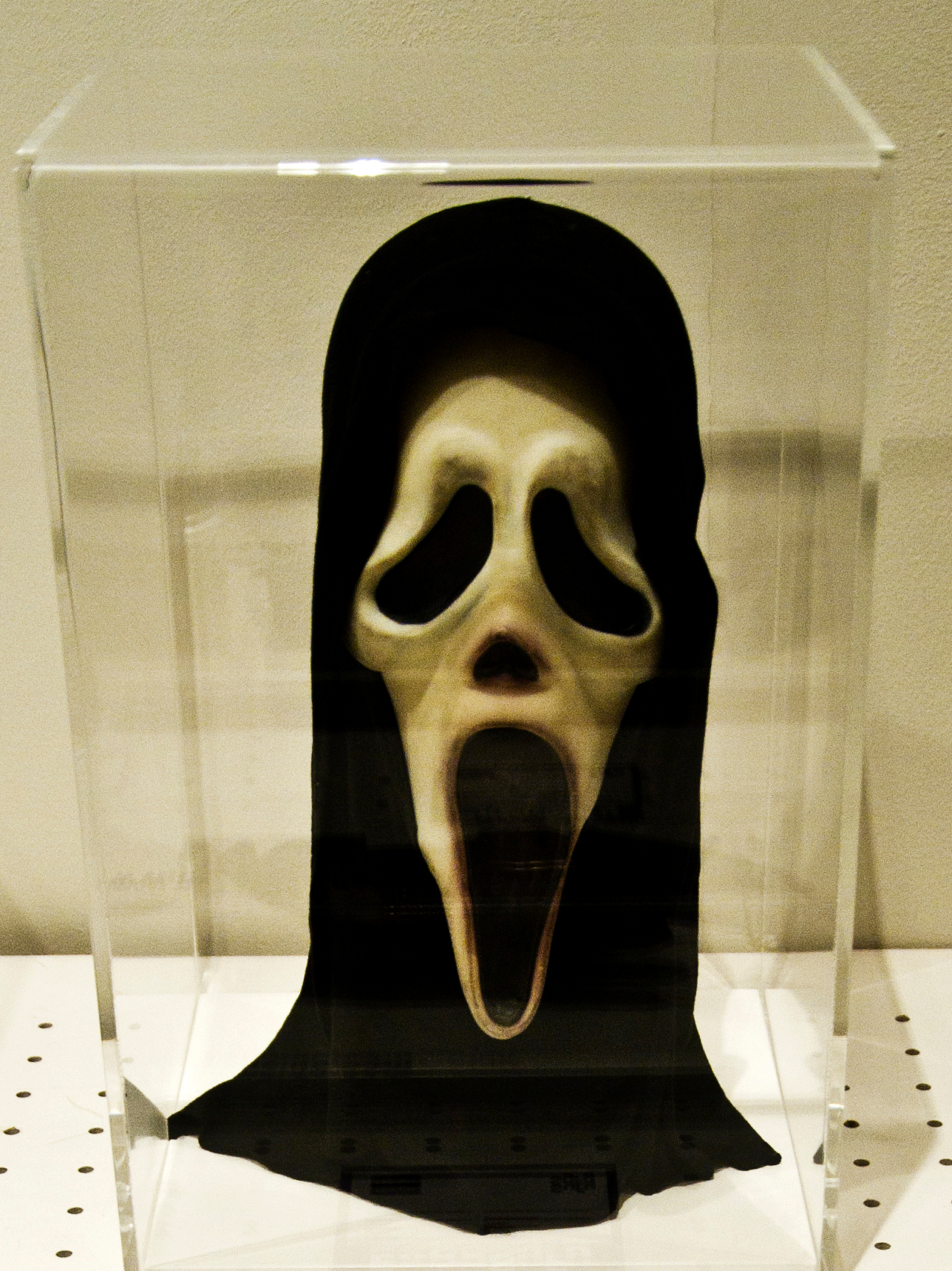
Máscara original utilizada en Scream (1996), fotografiada en 2013.

Ghostface aparece por primera vez en la escena de apertura de Scream (1996). El personaje, con la voz de Roger L. Jackson, llama y se burla de la adolescente Casey Becker (Drew Barrymore) con clichés de terror y preguntas triviales, y finalmente asesina a su novio Steve Orth (Kevin Patrick Walls) y luego a ella. La identidad ha sido adoptada por los antagonistas principales de cada película sucesiva para ocultar sus identidades, antes de ser revelada en el acto final de cada película.
En la película original, la identidad es utilizada por un asesino que acecha la ciudad ficticia de Woodsboro, California. Después de que comienza la ola de asesinatos, Sidney Prescott (Neve Campbell) comienza a recibir llamadas telefónicas amenazantes y burlonas de Ghostface, quien afirma tener conocimiento de la brutal violación y asesinato de su madre Maureen Prescott (Lynn McRee), un año antes de los eventos de la película, un asesinato que fue atribuido a Cotton Weary (Liev Schreiber). El disfraz de Ghostface permite que las sospechas recaigan sobre muchas personas, incluido el novio de Sidney, Billy Loomis (Skeet Ulrich); su padre, Neil Prescott (Lawrence Hecht); su amigo, Randy Meeks (Jamie Kennedy); y su compañero de escuela, Stu Macher (Matthew Lillard). Ghostface se revela en el final como Billy y Stu, quienes revelan que asesinaron a la madre de Sidney e incriminaron a Cotton. Billy cita su motivación como el abandono por parte de su madre, provocado por la aventura de su padre con Maureen, mientras que Stu cita "presión de grupo". Cuando los dos asesinos revelan su plan para incriminar al padre de Sidney por su ola de asesinatos, la reportera Gale Weathers (Courteney Cox) aparece de repente e intenta dispararles con su arma, solo para que Billy la deje inconsciente y se prepare para matarla, solo para darse cuenta de repente de que mientras Gale los confrontaba, Sidney logró escapar. Sidney finalmente le da la vuelta a la situación contra Billy y Stu, adoptando temporalmente la personalidad de Ghostface para burlarse de ellos con una llamada telefónica, revelando que llamó a la policía y, por lo tanto, frustró su plan de salirse con la suya con su ola de asesinatos, dejando a los dos asesinos conmocionados, horrorizados y enfurecidos. Sidney se disfraza brevemente de Ghostface, ataca y noquea a Billy con un paraguas y luego se involucra en una pelea con Stu, al que finalmente mata al dejarle caer un televisor en la cabeza. Gale le dispara a Billy para evitar que mate a Sidney, quien luego remata a Billy con una bala en la cabeza, citando el hecho de que "SIEMPRE vuelven", un cliché común del terror, y ahora su eslogan. Es muy probable que este sea uno de los muchos tropos que le enseñó Randy Meeks, quien está obsesionado con el terror y enumera abiertamente estos clichés más adelante en la película durante una fiesta.
La segunda aparición de Ghostface fue en Scream 2 (1997), donde fue nuevamente utilizado como disfraz por los antagonistas principales. Una serie de asesinatos ocurren en Windsor College, la ubicación actual de Sidney, y las víctimas iniciales comparten nombres con las víctimas de Billy y Stu de Scream. Los asesinos vuelven a burlarse de Sidney e intentan matarla, y luego matan a Randy. El disfraz de Ghostface hace que las sospechas recaigan sobre varios personajes, incluido Cotton nuevamente y el novio de Sidney, Derek Feldman (Jerry O'Connell). Sin embargo, Mickey Altieri (Timothy Olyphant), un amigo de Derek, se revela como el asesino, buscando fama por sus prolíficas hazañas. Se revela que la cómplice de Mickey es la madre de Billy (Laurie Metcalf), bajo el alias Debbie Salt, que busca venganza contra Sidney por la muerte de su hijo, al tiempo que muestra falta de voluntad para aceptar sus propias faltas como madre, que incluyeron el abandono de Billy, lo que Sidney señala durante su enfrentamiento. La Sra. Loomis le dispara a Mickey, alegando que había complacido su deseo de fama solo para conseguir su ayuda para llevar a cabo su venganza, e intenta matar a Sidney, pero Sidney se defiende. Justo cuando la Sra. Loomis finalmente se prepara para matar a Sidney, Cotton llega de repente y la Sra. Loomis intenta manipularlo para que la deje matar a Sidney, pero para su sorpresa, no lo hace y Cotton en su lugar le dispara a la Sra. Loomis en el cuello. Segundos después, Mickey se pone de pie de un salto gritando, pero Gale y Sidney le disparan rápidamente hasta matarlo. Luego, Sidney le dispara a la Sra. Loomis en la cabeza, diciendo "por si acaso".
En Scream 3 (2000), un nuevo asesino de Ghostface asesina a Cotton y a su novia Christine Hamilton (Kelly Rutherford) en un intento de descubrir la ubicación ahora oculta de Sidney. El asesino asesina al reparto de "Puñalada 3", la película dentro de una película basada en Sidney y sus experiencias con Ghostface, mientras deja imágenes de Maureen en las escenas del crimen para sacar a Sidney de su reclusión. Ghostface se revela como el medio hermano de Sidney, el director de cine Roman Bridger (Scott Foley), nacido de su madre Maureen durante un período de dos años en el que se mudó a Hollywood para convertirse en actriz bajo el nombre de Rina Reynolds. Después de ser violada en grupo y quedar embarazada en una fiesta, dio a Roman en adopción; Roman la buscó años después, solo para ser rechazado, diciéndole que era el hijo de Rina. Roman comenzó a acosar a Maureen y a grabar sus relaciones con otros hombres, incluido Hank Loomis. Usó este metraje para revelarle a Billy por qué su madre lo había abandonado antes de convencerlo de matar a Maureen, lo que desencadenó la cadena de eventos en Scream y Scream 2. Mientras Roman despotrica sobre su motivo y deseo de incriminar y matar a Sidney por "robarle la vida que ella le quitó", Sidney lo calla, diciendo que ha escuchado esos desvaríos antes de otros asesinos y que él simplemente mata a personas porque así lo elige, provocando a un Roman enfurecido a pelear con Sidney, que finalmente gana al ser más astuta que Roman y apuñalarlo en la espalda y el pecho, mientras que Gale y Dewey Riley (David Arquette) llegan poco después y descubren su identidad, arruinando los planes de Roman de incriminar a Sidney por sus crímenes. Un Roman derrotado se conecta brevemente con Sidney tomándole la mano, pero luego intenta atacar una vez más. Dewey logra finalmente matar a Roman con la ayuda de Sidney, poniendo fin a la serie de asesinatos basados en su venganza contra Maureen.
En el comentario del director, se revela que la actriz de Puñalada 3 de "Sidney Prescott", Angelina Tyler (Emily Mortimer), fue una segunda asesina y la amante de Roman, y las escenas que revelan su supervivencia y sus verdaderas lealtades después de aparentemente ser asesinada por Ghostface fueron cortadas; Wes Craven explicó que en una escena anterior de la película, en la que Sidney se encontró con Angelina usando el equipo de Ghostface en su camerino, que Angelina había hecho pasar como si todavía lo hubiera usado porque acababa de salir del set, Sidney, sin saberlo, en realidad había sorprendido a Angelina en el acto de cambiarse a su equipo de Ghostface, lo que además dejaba ambiguo si Angelina estaba realmente muerta o podía regresar; en el folleto posterior de la caja "Scream Trilogy", Angelina no figura entre los personajes fallecidos después de los eventos de Scream 3. Sin embargo, esto se contradice en una escena de Scream VI, que menciona a Roman Bridger como el único Ghostface en los asesinatos de Hollywood. Ghostface también tiene la voz de Foley, Schreiber, Lynn McRee, Campbell, Cox, Arquette, Beth Toussaint y Ulrich a través de un cambiador de voz utilizado para hacerse pasar por ellos.
En Scream 4 (2011), otro asesino de Ghostface surge en Woodsboro en el 15º aniversario de la masacre llevada a cabo por Billy y Stu; el nuevo asesino recrea los eventos del incidente pero también graba los asesinatos para crear una película snuff. Ghostface mata a varios adolescentes y oficiales de policía antes de ser desenmascarado como la prima de Sidney, Jill Roberts (Emma Roberts) y su amigo Charlie Walker (Rory Culkin), quienes tienen la intención de matar a Sidney, incriminar al exnovio de Jill, Trevor Sheldon (Nico Tortorella), y convertirse en el "Sidney Prescott" y "Randy Meeks" de la generación actual con la fama que lo acompaña de ser los "sobrevivientes" de la masacre, ya que Jill estaba celosa de las experiencias de Sidney con Ghostface. Jill traiciona a Charlie y lo apuñala en el corazón, deseando convertirse en la única sobreviviente, y después de admitirle a Sidney que realmente es una mujer enferma y malvada que estaba dispuesta a matar a su propia madre Kate (Mary McDonnell) para obtener lo que quiere, declarando que "enfermo es el nuevo sano", luego aparentemente mata a Sidney antes de herirse y apuñalarse a propósito para parecer una víctima de Ghostface. Después de ser llevada al hospital, los planes de Jill terminan fracasando cuando Dewey le informa que Sidney ha sobrevivido. Una Jill enfurecida hace un intento desesperado por matar a Sidney, pero Dewey, Gale y Judy Hicks (Marley Shelton) la detienen el tiempo suficiente para que Sidney la electrocute en la cabeza con un desfibrilador, diciendo que Jill olvidó la primera regla de los remakes, "No te metas con el original". Jill, herida, intenta apuñalar a Sidney con un trozo de vidrio roto en un último intento por acabar con ella, pero Sidney se anticipa a esto y le dispara a Jill en el corazón, matándola finalmente, mientras que el estatus de Jill como la "única heroína sobreviviente" finalmente se vuelve efímero.
En Scream (2022), 25 años después de la masacre original de Woodsboro, un nuevo asesino de Ghostface ataca a una joven llamada Tara Carpenter (Jenna Ortega) en su casa, dejándola hospitalizada, mientras que la hermana separada de Tara, Sam Carpenter (Melissa Barrera), quien se revela como la hija ilegítima de uno de los asesinos originales de Ghostface, Billy Loomis, llega a Woodsboro para proteger a Tara. Inmediatamente después de la llegada de Sam, Ghostface continúa atacando y matando a más personas, siendo las víctimas iniciales personas relacionadas con la ola de asesinatos original de Billy y Stu, y logra finalmente matar a Dewey, lo que hace que Sidney y Gale se unan a Sam y Tara mientras intentan poner fin a los asesinatos para vengar a Dewey. Más tarde se revela que Ghostface es el novio de Sam, Richie Kirsch (Jack Quaid) y la amiga de Tara, Amber Freeman (Mikey Madison), quienes se revelan como dos fanáticos obsesivos y tóxicos de la serie de películas de terror del universo Puñalada. Habiendo quedado decepcionados con las entregas recientes (incluida una dirigida por Rian Johnson), decidieron cometer una ola de asesinatos con la esperanza de inspirar una "recuela" de la vida real (mitad reinicio, mitad secuela) de la franquicia, creyendo que son "verdaderos fanáticos" que pueden salvar la franquicia Puñalada "restaurándola" a su fórmula normal, mientras intentan incriminar a Sam por sus crímenes. En la confrontación que sigue, Amber lucha contra Sidney y Gale, quienes finalmente obtienen la ventaja, y Gale le dispara a Amber mientras ella suplica piedad, lo que hace que caiga directamente en una estufa de cocina en llamas y se incendie. Mientras Richie persigue a Sam mientras se regodea de que "los villanos como Sam mueren al final", Sam le presenta una nueva regla a Richie, "Nunca te metas con la hija de un asesino en serie", y apuñala violentamente a Richie exactamente de la misma manera en que Ghostface apuñala a una víctima. Mientras Richie, herido y asustado, suplica por su vida y pregunta sobre "su final", Sam le corta fatalmente la garganta y luego le dispara a Richie en la cabeza para asegurarse de que no "regrese". Amber, horriblemente quemada, reaparece para atacar al grupo una vez más, pero Tara finalmente le dispara en la cabeza. Más tarde se revela en la siguiente película que, a pesar de que Gale escribió un libro sobre los eventos recientes a pesar de su promesa de no hacerlo, no se realizará una adaptación cinematográfica del libro, lo que destruye oficialmente el plan de Richie y Amber.
En Scream VI (2023), un año después, un nuevo asesino de Ghostface llega a la ciudad de Nueva York, matando a dos estudiantes de cine, Jason Carvey (Tony Revolori) y su mejor amigo Greg Bruckner (Thom Newell), justo cuando intentaban iniciar su propia ola de Ghostface para terminar "la película de Richie". Ghostface luego comienza a apuntar específicamente a Sam, quien se mudó a Nueva York con Tara y sus amigos sobrevivientes y actualmente está condenado al ostracismo en público debido a un rumor en línea que afirma que Sam fue el autor intelectual de la reciente ola de asesinatos de Woodsboro, y también apunta a cualquier otra persona cercana a Sam y mata a personas inocentes que se interponen en el camino de Ghostface, mientras dejan otras máscaras de Ghostface en las escenas del crimen. Finalmente, Sam y el grupo, incluido un sobreviviente de la ola de asesinatos de 2011, Kirby Reed (Hayden Panettiere), atraen a Ghostface a un cine abandonado que contiene varias piezas de evidencia encerradas de asesinatos pasados de Ghostface para hacer un santuario de Ghostface, y en la confrontación subsiguiente, se revela que Ghostface son tres personas, el detective de policía Wayne Bailey (Dermot Mulroney) y dos de los compañeros de habitación del grupo, Ethan (Jack Champion) y Quinn (Liana Liberato). Los tres se revelan como la familia de Richie, que desea vengarse de quien lo mató, difundiendo rumores de que Sam es el cerebro de los asesinatos anteriores para asesinar a su personaje, y luego matar a Sam después de incriminarla por sus crímenes, mientras que también había matado a Jason y Greg para evitar que sus planes interfirieran con los suyos. Mientras la familia Bailey acorrala a Sam y Tara, Bailey declara enojado que cualquiera que haya sido responsable de la muerte de su hijo y "se haya metido con la familia Bailey" debe sufrir y morir, e intenta obligar a Sam a ponerse la máscara de su padre para poder morir como una asesina como su padre Billy. Sin embargo, Sam y Tara finalmente ganan la partida después de que Sam se burla de ellos con el hecho de que Richie nunca logró matar a muchas víctimas él mismo (Amber cometió la mayoría de los asesinatos), antes de haber muerto cobardemente y suplicar por su vida. En la pelea que sigue, Tara hiere gravemente a Ethan apuñalándolo en la boca y Sam mata a Quinn disparándole en la cabeza, mientras que Bailey queda inconsciente. Cuando se despierta, Bailey se encuentra recibiendo una llamada telefónica de Ghostface, quien se burla de él por sus motivos y pronto emerge para atacar, lo que hace que Bailey se asuste de inmediato y suplique por su vida (como Richie) justo cuando Ghostface apuñala a Bailey gritando varias veces, antes de desenmascararse como Sam. Sam considera dejar vivir a Wayne, declarándole que ella es mejor que su padre Billy, ya que él no era más que un asesino egoísta, pero finalmente le echa la culpa del motivo de Bailey al recordarle que "se metió con su familia", y finalmente mata a Bailey apuñalándolo en el ojo. Poco después, un Ethan herido intenta atacar una vez más, solo para que Kirby empuje un televisor dañado (el mismo que mató a Stu Macher años atrás) sobre la cabeza de Ethan, matándolo.

### Serie de televisión
Ghostface aparece con una máscara diferente en la serie de televisión antológica de terror Scream. Emma Duvall (Willa Fitzgerald) y sus amigas son acosadas y asesinadas por alguien que usa el disfraz. Al final, se revela que el asesino es la media hermana de Emma, Piper (Amelia Rose Blaire), quien fue entregada en adopción al nacer por la madre de Emma, Maggie (Tracy Middendorf), y quería vengarse de Emma por haber obtenido lo que ella nunca tuvo. Piper y Emma tienen una pelea antes de que Piper tome la delantera, pero Audrey (Bex Taylor-Klaus), una de las mejores amigas de Emma, le dispara a Piper en el pecho y ella cae al lago. Sale a la superficie, solo para que Emma la remate con una bala en la cabeza.
Ghostface aparece en la segunda temporada y comienza a acosar a Audrey y Emma, y a los sobrevivientes de la primera masacre. Al final, se revela que es Kieran (Amadeus Serafini), el novio de Emma. Una persecución termina con Emma y Audrey tomando la delantera, pero Emma decide dejarlo pudrirse en prisión en lugar de matarlo. La policía llega y arresta a Kieran.
La tercera temporada, titulada Scream: Resurrection, se estrenó en VH1 el 8 de julio de 2019. En esta temporada, los asesinos usan la máscara de Fun World y se revelan en el episodio "Endgame": Beth (Giorgia Whigham) y Jamal "Jay" Elliot (Tyga), quien es el medio hermano mayor del personaje principal Marcus Elliot (RJ Cyler).

### Videojuegos
Ghostface, bajo el alias "Ghost Face", aparece como un asesino en el videojuego mulijugador asimétrico de supervicencia, Dead by Daylight, con la voz de Filip Ivanovic. Fue agregado a través del DLC Ghost Face lanzado el 18 de junio de 2019. Esta versión es Danny Johnson, también conocido por el seudónimo Jed Olsen, un periodista independiente narcisista de la ciudad ficticia de Roseville, Florida, que cubre los asesinatos de Ghostface durante el día y los comete por la noche. Johnson fue creado para el juego porque los desarrolladores solo pudieron adquirir la licencia para la máscara Scream, que es independiente de la del personaje, ya que las películas usaban una máscara preexistente. Los jugadores también pueden acceder a diferentes estilos de la máscara para Ghostface.
Ghostface aparece como operador jugable en la sexta temporada de Call of Duty: Black Ops Cold War y Call of Duty: Warzone, con la voz nuevamente de Roger L. Jackson.
En abril de 2022, Ghostface se agregó en una actualización como un aspecto jugable gratuito por tiempo limitado en el juego multijugador en línea deducción social Among Us.
En julio de 2024, se anunció que Ghostface aparecerá como un personaje jugable en Mortal Kombat 1 a través del contenido descargable "Khaos Reigns", con Roger L. Jackson retomando su papel.

## Resumen
| Perpetradores                 | Masacre              | Información |
| ----------------------------- | -------------------- | --- |
| Billy Loomis & Stu Macher     | Woodsboro 1996       | Tras asesinar a Maureen Prescott en 1995 e incriminar con éxito a Cotton Weary, uno de sus amantes secretos, comenzaron a planear una masacre. Cerca del primer aniversario del asesinato de Maureen, perpetraron una masacre en su ciudad natal, con la intención de recrear sus películas de terror favoritas y convertirse en héroes por sobrevivir a la masacre. |
| Nancy Loomis & Mickey Altieri | Windsor College 1997 | Tras la conclusión de los Asesinatos de Woodsboro en 1996, la Sra. Loomis quiso vengarse de Sidney Prescott y de todos los sobrevivientes de 1996 por la muerte de su hijo, Billy Loomis. Consiguió a Mickey Altieri con la promesa de financiar su matrícula y una posible infamia. |
| Roman Bridger                 | Hollywood 2000       | Fueron liderados por Roman, quien iba a dirigir Stab 3. Este buscaba venganza contra Sidney por haber sido abandonado por su madre debido a que Maureen estuvo involucrada en una violación con John Milton, en 1969. Tenía la intención de incriminar a Sidney por los asesinatos y hacerse pasar por el único sobreviviente, para posteriormente quitarle la fama. |
| Jill Roberts & Charlie Walker | Woodsboro 2011       | Fue liderada por Jill, de 17 años, junto con su novio secreto, Charlie, un fanático de Stab. Durante los asesinatos, en su "nueva versión 2.0", filmaron los asesinatos y planearon subirlos al ciberespacio, inmortalizando sus crímenes violentos. Esto se hizo para superar el "original" y crear una nueva versión de terror realista para convertirse en los nuevos Sidney y Randy. |
| Amber Freeman & Richie Kirsch | Woodsboro 2022       | Encabezada por Amber, residente de 261 Turner Lane, la antigua residencia perteneciente al asesino cómplice original Stu Macher, junto con Richie Kirsch. Tras el fracaso del relanzamiento de Stab 2021, la ira y la rabia inundaron a los fans. Influenciados por el conocimiento de que Samantha Carpenter, hermana de la mejor amiga de Amber y ahora novia de Richie , era la hija ilegítima de Billy Loomis, el asesino original, comenzaron su masacre para salvar la franquicia Stab y darle una historia real. |
| Jason Carvey & Greg Brockner  | Nueva York 2023      | Unos estudiantes de Blackmore que querían seguir haciendo la película de Richie. Comenzaron su matanza con su profesora de cine, Laura Crane y así llegar hasta Tara y Sam, pero Wayne los asesina y continua su matanza. |
| Wayne, Quinn & Ethan Kirsch   | Nueva York 2023      | Liderados por Wayne, padre de Richie Kirsch , quien se enteró de la verdad sobre la muerte de su hijo gracias al libro de Gale. Bailey trajo a sus hijos, Quinn y Ethan, y los ayudó a matricularse en la Universidad Blackmore bajo identidades falsas para acercarse a Sam y Tara. |

## Caracterización
Ghostface rara vez es presentado hablando mientras está físicamente en pantalla, esto se hace con la finalidad de no revelar de alguna manera la identidad de la persona bajo la máscara. Excepciones a esto son gruñidos y gemidos que hace cuando es herido, los cuales son doblados en la película durante el proceso de edición por Jackson. Ghostface solo habla físicamente en pantalla en dos ocasiones en la serie; en esas dos ocasiones, es justo antes de que la verdadera identidad del personaje sea revelada. La voz que se le da al personaje, proveída por Jackson, es usada cuando habla con otros personajes por teléfono o para demostrar el uso del modificador de voz cuando el asesino se revela a sí mismo. Pese a ser interpretado por diferente personajes en cada película, Ghostface presenta atributos similares físicos y emocionales sin importar quien este usando el disfraz o hablando a su blanco. De acuerdo a reportes desde el set de la película, el director de todas las películas Craven se aseguraría de que Jackson no interactuara constantemente con el elenco de la película, para que de esa manera la voz no fuera asociada con un rostro y se mantuviera amenazante.
A diferencia de otros villanos de horror, Ghostface nunca es llamado por su nombre oficial por los personajes. Es simplemente llamado "El asesino" mientras en los créditos es acreditado como "La voz". El único personaje que se refirió a él por su nombre fue Tatum Riley interpretada por Rose McGowan que lo llama "Sr. Ghostface" antes de su muerte y de una manera sarcástica. Desde dicha escena, el personaje se ganó su nombre 'Ghostface' que los fanes de la serie usan para referirse a él, así como ser utilizado para referirse a los disfraces de él. No sería hasta la cuarta película donde el personaje es abiertamente llamado por su nombre en parte por lo famoso que se había vuelto el personaje y por las secuelas de las películas ficticias.
| No puedo imaginar a Scream sin Ghostface...la voz de Roger Jackson es muy remarcable, tiene una sofisticación maligna. —— Wes Craven on returning to Scream 4 |

Ghostface es generalmente presentado acosando de alguna manera a sus blancos, inicialmente presentándose a sí mismo como carismático e incluso algo seductor mientras el habla. Sus funciones se vuelven confrontativas e intimidantes, usando su conocimiento que tiene sobre las personas que llama o describiendo gráficamente sus intenciones antes de aparecer ante ellos físicamente. Craven considera la interpretación vocal de Jackson como Ghostface que tiene una "sofisticación maligna". Cuando confronta su víctima seleccionada, Ghostface es interpretado de varias maneras, algunas veces es rápido y eficiente y en otras ocasiones es torpe, descuidado, y choca o tropieza con objetos en sus persecuciones, una característica que es diferente dependiendo de quien use el disfraz. Todos los personajes que usan el disfraz de Ghostface comparten la cualidad de burlarse de sus víctimas y prolonga sus muertes cuando tiene alguna ventaja. El Ghostface de Billy/Stu Ghostface destripaban a sus víctimas tras asesinarlas; esto no fue realizado en Tatum Riley (Rose McGowan) que murió por una puerta mecánica. Este Ghostface en particular le preguntaría a sus víctimas preguntas sobre películas de horror y emplear los tropos del género en sus ataques, exhibiendo un desapego de su realidad y alineado con la misma auto-consciencia de la propia película que juega con las expectativas del género del horror. El segundo Ghostface, creado por Mickey y la Sra. Loomis, podrían simplemente apuñalar a sus víctimas con mayor libertad al punto en que podían aprovecharse de la popularidad que el asesino había ganado para cometer sus crímenes. El tercer Ghostface, creado por Roman, usaba tácticas teatrales y de películas para atacar a sus blancos, usando un dispositivo que le permitía sonar como otras personas, causando sospechas y confundiendo a los personajes. En adición, el usaría imágenes y el uso de la voz de Maureen para atormentar especialmente a Sídney, incluso se cubriría con una manta ensangrentada de utilería, aludiendo el homicidio de Maureen, tratando de engañar a Sídney al hacerle creer que podría estar perdiendo la cordura. El cuarto Ghostface, creado por los adolescentes Jill y Charlie, filmaron cada homicidio con cámaras web ocultas en sus equipos y cámaras espías en sus máscaras. Ellos apuñalaban en su mayoría a sus víctimas a muerte pero irían más allá hasta destripar a sus objetivos de desearlo. También se aseguraron de que sus homicidios fueran lo más públicos posible notándose un interés en la fama por parte de este Ghostface.
Las motivaciones de Ghostface para matar varían en cada película y son significativas para cada asesino que usa el disfraz. Billy clamó locura por ser abandonado por su madre, un incidente por el que culpó a Maureen, y tras tomar su venganza el decidiría cambiar sus planes y vengarse también de Sídney, mientras que Stu Macher nombra presión emocional como su motivación. En Scream 2, la sra. Loomis cita su motivación como simple venganza contra la persona responsable de la muerte de Billy, mientras que Mickey deseaba ser famoso y probar que era posible salirse con la suya culpando a las películas como su motivación. El antagonista de Scream 3 Roman busca venganza de lo que el cree fue el rechazo de su madre al construir la muerte de Maureen y tratar de cerrar el ciclo al matar a Sidney, viendo que ella tenía la vida que se le negó. En Scream 4, Jill, celosa del estatus casi de celebridad de Sidney, deseaba sustituirla como la única sobreviviente de un "remake" en la vida real de los asesinatos de Woodsburo, mientras Charlie se unió a los planes de Jill por su amor por ella.
Mientras están disfrazado, los Ghostfaces comparten manerismos físicos tales como limpiar la hoja de su cuchillo poco después de haber asesinado a una víctima. Está característica se le fue otorgada al personaje gracias al doble de riesgo Dane Farwell que uso el disfraz en varias de las escenas en la película original de Scream. Cada personaje es presentado como poseedor de habilidades físicas impresionantes como una habilidad de sigilo casi impecable, atacar sin ser detectados, moviéndose con silencio, y efectivamente desvaneciendo las defensas de las víctimas. Adicionalmente, el asesino tiende a presentar suficiente fuerza que les permite sobrepasar a sus víctimas, como en Scream 2, donde el asesino fue capaz de derrotar a dos detectives entrenados y robar una patrulla. Ghostface también ha demostrado tener mucha resistencia física a varios ataques como sobrevivir a golpes, puñaladas, caídas y disparos. Billy, Mickey, Roman, y Jill tuvieron que ser heridos en la cabeza o en el pecho, pese a haber recibido daño anteriormente.

## Personalidad y habilidades
A diferencia de otros asesinos seriales ficticios que no hablan o que parecen ser criaturas sobrenaturales e imparables que asesinan a sus víctimas por razones ambiguas. Ghostface es un asesino común y corriente, que se vale de su astucia y estrategias para cazar y posteriormente acabar con sus víctimas las cuales selecciona para matarlas a modo de una película de terror ya sea para hacer notar su presencia o herir a futuras víctimas. Suele llamar a sus blancos generalmente para burlarse de ellos o simplemente distraerlos el tiempo suficiente para atacarlos o aislarlos, en algunas ocasiones Ghostface les hace creer que es inofensivo para posteriormente revelar sus verdaderas intenciones. Tiene un sentido del humor negro que hace resaltar en comentarios o en observaciones sarcásticas además de que es un experto conocedor de películas de terror que resalta en la forma en que asesina o en desafíos que coloca a sus objetivos como cuando diferentes versiones de Ghostface obligaron a sus víctimas a jugar una trivia de películas de terror para salvarse a sí mismas y a sus amigos o parejas. La crueldad, sadismo y violencia a la que es propenso el asesino depende de quien use el disfraz y de sus motivaciones.
Debido a que Ghostface ha sido interpretado por más de una persona, el asesino no tiene muchas habilidades definidas, aunque la mayoría de los criminales ha mostrado tener en general una gran capacidad para tolerar el daño y seguir corriendo o atacar, y en algunas ocasiones escapar de manera inesperada y sin ser vistos o descubiertos en escenarios casi imposibles. Además de usar un disfraz común de Halloween, un cuchillo y un teléfono móvil, Ghostface también ocupa un distorsionador de voz para mantener su identidad en secreto así como ocupar en diversas ocasiones objetos diferentes para matar a sus víctimas. Adicionalmente cada asesino se vale de diferentes métodos para llevar a cabo sus crímenes: en Scream 3, Roman Bridger usa un dispositivo capaz de imitar las voces de los demás con los que podía confundir a sus víctimas o engañarlas además de estar protegido por un chaleco antibalas que lo hacía prácticamente imparable. En Scream 4 los asesinos usaron cámaras inalámbricas como parte de su equipo para grabar sus asesinos y volver su arte "tan inmortal como ellos". En la serie de televisión los asesinos se valen de los mensajes de textos y la comunicación digital para permanecer más en el anonimato y torturar a sus víctimas.
En general cada encarnación de Ghostface resulta ser una pareja con diferentes motivos pero con el objetivo común o sin objetar nada en contra de matar a Sídney Prescott, aunque también siempre es alguien quien lidera al equipo lo que a veces solía generar una debilidad en el asesino. Por ejemplo: los primeros asesinos, Billy Loomis estaba motivado a vengarse personalmente de la familia Prescott mientras que Stu alegaba que había participado por presión de su compañero y una posible relación romántica con él, La Sra. Loomis deseaba vengar la muerte de su hijo mientras que su compañero Mickey anhelaba ser atrapado y volverse una celebridad al evitar la cárcel usando como defensa la violencia en el cine, mientras que Jill Robert buscaba volverse igual de famosa como su prima Sídney mientras que su compañero la seguía más por su amor por ella.
Pese a que cada asesino Ghostface suele morir tras ser descubierto y derrotado, Ghostface se mantiene como una amenaza constante con la aparición de un imitador o sucesor que continúa con los crímenes del asesino ya sea en un esfuerzo completar lo que dejó inconcluso o seguir sus propios propósitos. Volviéndolo de esa manera como muchos villanos slasher un antagonista que nunca muere.

## Impacto cultural
McFarlane Toys produjo una figura de 6 pulgadas de Ghostface en 1999 para la película "Movie Maniacs II" serie de horror y ciencia ficción inspirada por figuras de personajes ficiticios. Una serie de figuras diferente fueron producidas por NECA para Scream 4 presentando entre sus características la máscara clásica del asesino y su capucha negra así como una variación del disfraz como por ejemplo "Zombi Ghostface" con una apariencia decadente de la máscara y al "espantapájaros Ghostface" con una máscara que se asemeja, material de lana incluido el disfraz.
Al igual que muchos villanos y asesinos ficticios, desde su primera aparición Ghostface ha tenido un impacto cultural significativo al ser de los antaguionistas más icónicos y memorables del cine de terror. Ghostface ha sido parodiado y mencionado en numerosas ocasiones en diferentes medios como películas o series de televisión. Una de las más destacadas es la película Scary Movie (2000) donde un asesino con un disfraz parecido y con motivaciones idénticas ataca a los protagonistas además de que se revela que la identidad fue asumida por varias personas como en la película original. esta versión parodia de Ghostface finalmente reaparecería el 1 de junio de 2016 en el cómic de Erma, llamado "Prank Call", donde el personaje está haciendo bromas telefónicas mientras cita la película Scream, junto a la protagonista del cómic. En la película de parodia Shriek If You Know What I Did Last Friday the Thirteenth (2000), el asesino que usa una máscara similar a la de Jason Voorhees se incendia por accidente, su máscara derretida es muy similar a la de Ghostface. La película de 2001 Jay and Silent Bob Strike Back presenta a Ghostface, mientras que Shannen Doherty y Craven hacen cameos como ellos mismos, volviendo a la película por aquel entonces en la Scream 4 "no oficial", pero Doherty lo desaprueba cuando la identidad de Ghostface es revelada como Suzann, la orangután.
El personaje tuvo un cameo en la serie The Simpsons en el episodio "Home Away from Homer" (estrenado en el año 2005) donde Homer Simpson sugiere al asesino como un niñero para su hija infante Maggie Simpson. Roger L. Jackson repite su papel como Ghostface en el episodio "That Hurts me" de la serie de parodias y sátira Pollo Robot (2005) donde participa en un reality show parodia de Big Brother, junto a otros asesinos seriales del cine slasher iniciando una guerra de bromas contra Pinhead y Freddy Krueger antes de salvarse a sí mismo de la eliminación al dar un discurso con sus compañeros consiguiendo que eliminaran a Michael Myers en el progreso. El personaje es mencionado por Kenny Powers, el protagonista de Eastbound & Down que necesita usar la máscara del personaje para tener sexo. En Scream XXX: Una parodia porno, un nuevo Ghostface (que usa una máscara variante de padre muerte) comienza asesinar al elenco y equipo de una producción pornográfica de las películas Stab. En la serie animada Martin Mystery una máscara de Ghostface puede ser vista en el episodio “Curse if the Necklace”.